# Elimar Damasceno
Elimar Máximo Damasceno (Santa Maria do Suaçuí, 17 de fevereiro de 1951) é um médico e político brasileiro.

## Biografia
Filho de Joaquim Máximo da Fonseca e Marília Damasceno Fonseca, formou-se na Escola de Medicina da Santa Casa de Misericórdia de Vitória, no Espírito Santo, em 1978, além de ter feito outros cursos de atualização no Rio de Janeiro e também em São Paulo, onde foi aluno de Enéas Carneiro, que fundaria o PRONA anos depois.
Sua primeira eleição foi para uma vaga de deputado federal por São Paulo em 2002. Mesmo obtendo apenas 484 votos, que o colocaram em 585º lugar, foi eleito graças à expressiva votação de Enéas, que naquele ano obteve mais de 1 milhão e meio de votos., elegendo ainda outros 4 candidatos.
Tentou a reeleição para a Câmara dos Deputados em 2006, novamente pelo PRONA, e obteve 1.567 votos - insuficientes para um segundo mandato. Com a criação do Partido da República (rebatizado como Partido Liberal em 2019), Elimar Damasceno deixou a Câmara ao término da legislatura, em janeiro de 2007, sendo o único deputado eleito pelo PRONA em 2002 a cumprir o mandato e passou a exercer a chefia do gabinete de Enéas Carneiro, falecido em maio do mesmo ano.
Desde então, não voltou a disputar eleições e voltou a exercer suas atividades na medicina, mesmo continuando filiado ao PL.
Retornou para a política em 2022, dessa vez se candidatando a Deputado Federal pelo Republicanos no Rio de Janeiro, sendo apoiado pela Frente Integralista Brasileira, por "demonstram compromisso de lutar por Deus, pela Pátria, pela Família, pela ordem, trabalho e justiça social".